# Nature Portfolio
Nature Portfolio, vroeger bekend als Nature Publishing Group, is een Britse uitgever van wetenschappelijke literatuur. Het is een afdeling van de internationale onderneming Springer Nature dat academische tijdschriften, magazines, online databases en andere wetenschappelijke diensten publiceert.
Het vlaggenschip van het bedrijf is Nature, dat met een impactfactor van bijna 40 gerekend wordt tot de invloedrijkste wetenschappelijk tijdschriften ter wereld. Daarnaast geeft het nog enkele tientallen dochtertijdschriften en andere wetenschappelijke tijdschriften uit, alsmede versies van het populair-wetenschappelijke Scientific American in 16 verschillende talen.
In 2013 fuseerde de Nature Publishing Group, dat toen nog volledig onderdeel was van de Holtzbrinck Publishing Group, met Springer. In 2015 werd Springer Nature opgericht.

## Publicaties
Nature Publishing Group geeft de volgende tijdschriften uit:
- Nature
- Scientific American

Dochtertijdschriften van Nature op verschillende vakgebieden:
- Nature Astronomy
- Nature Biotechnology
- Nature Cell Biology
- Nature Chemical Biology
- Nature Chemistry
- Nature Climate Change
- Nature Communications
- Nature Genetics
- Nature Geoscience
- Nature Immunology
- Nature Materials
- Nature Medicine
- Nature Methods
- Nature Nanotechnology
- Nature Neuroscience
- Nature Photonics
- Nature Physics
- Nature Protocols
- Nature Structural & Molecular Biology
- Scientific Reports

In de serie Nature Reviews:
- Nature Reviews Cancer
- Nature Reviews Drug Discovery
- Nature Reviews Genetics
- Nature Reviews Immunology
- Nature Reviews Microbiology
- Nature Reviews Molecular Cell Biology
- Nature Reviews Neuroscience
- Nature Reviews Cardiology (voorheen Nature Clinical Practice Cardiovascular Medicine)
- Nature Reviews Clinical Oncology (voorheen Nature Clinical Practice Oncology)
- Nature Reviews Endocrinology (voorheen Nature Clinical Practice Endocrinology and Metabolism)
- Nature Reviews Gastroenterology & Hepatology (voorheen Nature Clinical Practice Gastroenterology and Hepatology)
- Nature Reviews Nephrology (voorheen Nature Clinical Practice Nephrology)
- Nature Reviews Neurology (voorheen Nature Clinical Practice Neurology)
- Nature Reviews Rheumatology (voorheen Nature Clinical Practice Rheumatology)
- Nature Reviews Urology (voorheen Nature Clinical Practice Urology)

Overige tijdschriften:
- Bone Marrow Transplantation
- British Journal of Cancer
- Cell Research
- The EMBO Journal
- EMBO Reports
- European Journal of Human Genetics
- Heredity
- Journal of Human Genetics
- Molecular Systems Biology
- Modern Pathology
- Molecular Therapy
- Neuropsychopharmacology